# Andrea Vasa
Pour les articles homonymes, voir Vasa.
Andrea Vasa, né le 8 février 1914 à Aggius et mort subitement dans une salle d'enseignement de l'université de Florence le 8 mars 1980, est un philosophe italien. Il a successivement enseigné à Milan à Cagliari puis à Florence de 1959 à 1980.
Originaire de Gallura, il a également écrit une anthologie poétique (éditée post-mortem en 1990) de deux poètes d'Aggius : Michele Andrea Tortu (d) et Michele Pisano (d).